# Saropogon aurifrons
Saropogon aurifrons là một loài ruồi trong họ Asilidae. Saropogon aurifrons được Macquart miêu tả năm 1850. Loài này phân bố ở vùng Cổ Bắc giới và châu Á.